# Tybee Island
Tybee Island es una ciudad ubicada en el condado de Chatham en el estado estadounidense de Georgia. En el año 2000 tenía una población de 3.392 habitantes.

## Geografía
Tybee Island se encuentra ubicada en las coordenadas 32°0′24″N 80°50′58″O / 32.00667, -80.84944 (32.006672, -80.849374). 
Según la Oficina del Censo, la localidad tiene un área total de 6,9 km² (2,7 mi²), de la cual 6,6 km² (2,5 mi²) es tierra y 0,3 km² (0 mi²) (4.30%) es agua.

## Demografía
Según la Oficina del Censo en 2000 los ingresos medios por hogar en la localidad eran de $49,741, y los ingresos medios por familia eran $$58,462. Los hombres tenían unos ingresos medios de $45,833 frente a los $30,694 para las mujeres. La renta per cápita para la localidad era de $32,406. 

## Accidente nuclear
El 5 de febrero de 1958, frente a la desembocadura del río Savannah, durante un ejercicio de práctica a las 2:00 de la mañana, un bombardero B-47 que cargaba con una bomba de hidrógeno Mark 15 de 3500 kg rozó en el aire a un avión de combate F-86. Para proteger a la tripulación de una posible explosión, la bomba fue tirada a las superficiales aguas del mar ―donde la tripulación creyó que se la bomba se podría recuperar fácilmente― a pocos kilómetros de la localidad de Tybee Island. Nunca se logró recuperar la bomba.